# 기동전사 건담 SEED
《기동전사 건담 SEED》(일본어: 機動戦士ガンダムSEED 기도센시간다무시-드[*], 영어: Mobile Suit Gundam SEED)는 일본의 TV 애니메이션 작품으로 《건담 시리즈》에 속하는 로봇 애니메이션이다. 건담 SEED 또는 SEED(시드)로 약칭되기도 한다. 선라이즈와 마이니치 방송(MBS)이 제작하여 TBS 계열에서 2002년 10월 5일부터 2003년 9월 27일에 결쳐 총 50화가 방송되었다. TBS 계열 전국 네트워크 최초의 건담 시리즈 작품이다. 2004년부터 본 작품의 직접적인 후속작인 《기동전사 건담 SEED DESTINY》가 방송되었다.
캐치프레이즈는 "결투(듀얼), 폭풍(버스터), 전격(블리츠), 방패(이지스), 공격(스트라이크) 5기의 건담이 나타나다!!"였다.

## 개요
《기동전사 건담 SEED》는 선라이즈 제9스튜디오가 "새로운 세대를 향한 새로운 스탠다드가 될 수 있는 건담", "신세기(21세기)의 퍼스트 건담", "원점 회귀"를 목표로 제작하였다. 건담 시리즈에서 최초로 디지털 제작에 의한 VTR 영상의 TV 시리즈이다.
타이틀인 "SEED"에는 "종자"라는 뜻 외에도 "유전자 조작"이나 "발단(發端)"이라는 뜻도 포함되어 있고, 머리 글자인 "S"에는 "건담즈"라는 뜻도 포함되어 있다고 한다. 또한 건담 시리즈의 통례가 되어 있던 "주인공의 탑승기=타이틀"이란 법칙에서 벗어나 있고, 그 대신에 "SEED"로 약칭되는 미지의 돌연변이 유전자의 설정을 반영하고 있다. 그리고 선라이즈의 미야가와 야스오와 반다이 남코 게임즈의 우노자와 신의 안에 따라 선라이즈 원작의 비우주세기 건담 작품 중 최초로 제목에 "기동전사"라는 이름을 달았다.
과거의 건담 시리즈 작품에서 다수의 건담이 적군 및 아군으로 나뉘어 등장했던 것과 마찬가지로 《기동전사 건담 SEED》에서도 10기 이상의 건담이 등장하는데, 작품 내에서 "건담"이라는 단어를 주인공인 키라 야마토가 자신의 탑승기에 붙인 애칭으로 묘사했으며, 키라 야마토는 자신이 탑승하는 스트라이크 건담과 프리덤 건담에 대해 "건담"이라고 호칭할 뿐 그 외에는 작품 내에서 "건담"이라는 용어를 사용하지 않는다.
영상은 2003년 3월 28일부터 VHS 비디오 카세트 판과 DVD판의 2종류로 총 13권이 출시되었으며, DVD판은 누계 140만장 이상의 판매량을 기록했다. 2010년 2월 23일에는 TV에서 방영한 총 50화의 DVD-BOX를, 2011년 2월 25일에는 속편과 스페셜 에디션이 포함된 DVD-BOX를 발매하였다.
건담 프라모델과 관련 상품, 같은 시기에 미디어 믹스로 전개된 《기동전사 건담 SEED ASTRAY》와 《기동전사 건담 SEED MSV》도 인기를 끌었다. 2004년 도쿄 애니메이션 어워드에서 애니메이션 오브 더 이어와 TV 부문 우수작품상을 수상했다. 또한 《기동전사 건담 SEED》는 카도카와 쇼텐의 《월간 뉴타입》 2006년 9월호에 응모, 집계된 "최신 최강 베스트 애니메이션 100"에서 《기동전사 건담 SEED DESTINY》와 함께 1위로 선정되었다.
기존의 건담 작품의 판권 관리는 소츠와 선라이즈가 공동으로 관리하였지만, 《기동전사 건담 SEED》에서는 방송국인 마이니치 방송도 가세해 저작권 표시는 " © 소츠・선라이즈・마이니치 방송", "©2002 SUNRISE INC"로 표기되었다. 2010년 이후에는 마이니치 방송이 제외되어 《기동전사 건담 SEED》 시리즈의 판권 관리는 종전처럼 소츠와 선라이즈가 관리하는 것으로 되돌아간다.
디지털 방송으로 이행하고 난 뒤인 2011년 10월에 "기동전사 건담 SEED HD 리마스터 프로젝트"가 발표되었다. 《기동전사 건담 SEED HD 리마스터》로 리메이크되어 2011년 12월 23일부터 웹사이트 상의 인터넷 동영상 송신을 시작으로 2012년 1월 1일부터 위성방송인 BS11 계열, 2012년 1월 3일부터는 지상파 방송인 TOKYO MX 계열의 2국에서 디지털 TV 방송이, 2012년 3월 23일부터 Blu-ray BOX 시리즈가 발매되었다.
대한민국에서는 CJ 미디어 계열의 애니메이션 방송국인 애니원 TV가 수입하여 방영하였으며, 이후 같은 계열의 방송국인 챔프 TV와 다른 애니메이션 방송국인 투니버스에서도 방영하였다.

## 작품의 테마
감독인 후쿠다 미츠오가 공식 사이트의 인터뷰에서 2004년 9월 25일자로 밝힌 바에 의하면 《기동전사 건담 SEED》는 "키라와 아스란을 주인공으로 하여 〈반전〉이라는 테마를 그렸다"라고 하였다. 또한 같은 해 12월 10일에 프로듀서인 다케다 세이지도 인터뷰에서 후속편인 《기동전사 건담 SEED DESTINY》에 대해 "계속해서 반전이라는 테마를 그려나갈 것이다"라고 밝히고 있다.
이에 더해 다케다는 "재선에 성공한 미국의 조지 W. 부시 대통령이 팔루자에서 소탕 작전을 벌여 갈수록 혼미해지는 이라크 정세에 대해서도 언급하며, 《기동전사 건담 SEED DESTINY》를 보면서 "시청자들이 세계 정세를 조금이라도 자신과 관련시켜 생각할 수 있게 되었으면"이라고 말하고 있다.

## 제작 에피소드
2002년부터 방송된 《기동전사 건담 SEED》이지만, 기획은 2000년 10월에 이미 존재했다고 한다. 감독인 후쿠다 미츠오는 인터뷰에서 기존의 건담 시리즈보다 타겟 연령대를 낮춘 작품이 되도록 의식했다고 밝혔다. 또한 《울트라맨 시리즈》나 《가면라이더 시리즈》가 시대에 따라 그때그때 맞는 작품을 제작하고 있던 것이나 《건담 시리즈》 자체가 이미 《기동무투전 G 건담》처럼 새로운 기조로 하는 작품이 존재한다는 점에서 《기동전사 건담》과 공통점을 가지면서도 시대에 맞춘 작품을 만들 방침을 가지고 있었다고 한다. 또한 후쿠다는 인터뷰에서 9.11 테러의 영향을 받아, 미군 소속으로 싸우는 이슬람 병사를 컨셉으로 삼아 《기동전사 건담 SEED》의 주인공 상을 만들었다고 밝힌 바 있다. 등장하는 메카닉이 전력으로 구동한다는 설정은 후쿠다가 감독을 맡은 《기어 파이터 덴도》의 영향도 있으며, 건담이라는 기체의 취급에 관해서는 탑승하는 캐릭터의 상징적인 측면을 중시했다고 한다. 또한 후쿠다는 제작과 관련해 자신이 이전에 감독을 맡았던 작품인 《기어 파이터 덴도》 제작시부터 지속해서 스탭진을 구성해 왔다는 점과 당시 선라이즈의 사장이었던 요시이 다카유키와 MBS의 프로듀서인 다케다 세이지가 환경 조성을 뒷받침해 《기동전사 건담 SEED》의 히트를 지원했다고 밝혔다.
또한 《기동전사 건담 SEED》 방영 당시에 반다이에서 프라모델 담당으로 종사한 카노 요시히로는 인터뷰에서 5기로 편성된 건담이 등장하는 점은 《신기동전기 건담 W》의 영향을 받은 것이라고 말했다.
한편 설정을 담당한 모리타 시게루는 인터뷰에서 직전에 방송하고 있던 《턴에이 건담》이 상업적으로 부진하게 끝나버려서, 보다 상업적으로 성공할 수 있도록 각 방면으로부터 압력이 가해지고 있었다고 말했다. 또한 제작 당시 건담을 취미로 즐기는 인구의 팬 연령층이 높아짐에 따라 《기동전사 건담 SEED》에서는 초·중학생들의 관심을 끌 수 있게 하라는 주문이 있었다고 한다. 아울러 《기동전사 건담 SEED》에서는 코디네이터와 내추럴이라는 유전자에 의한 대립 구도가 그려졌는데, 이 발안을 한 것은 프로듀서인 다케다 세이지로 알려져 있다. 또한 모리타는 《턴에이 건담》의 제작 도중에 《기동전사 건담 SEED》 기획에 참여해 《턴에이 건담》이 SF로서의 기조로 인해 이면 설정이 늘어난 것에 비해 《기동전사 건담 SEED》는 감독인 후쿠다로부터 영상의 묘사에 설명을 덧붙이는 설정 제작을 의뢰받았다고 말했다. 애프터 레코딩 현장에서 설정에 대한 감수도 하고 있었기 때문에 자신이 가지고 있는 각본에 가필하면서 전문 용어를 넣고 있었다고 한다.
설정 제작을 담당한 시모무라 케이지는 칼럼에서 처음에는 "건담 SAGA"라는 타이틀 안도 존재했다고 밝혔다. 또한 회의에서는 《해저군함》이나 헤이세이 《가면라이더 시리즈》라는 특수 촬영 작품이나 《기갑전기 드라고나》에 대한 화제를 종종 볼 수 있었다고 했다.
세계관 설정을 담당한 요시노 히로유키는 인터뷰에서 《기동전사 건담 SEED》는 여러 개의 건담 차기작 기획서들 중에서 후쿠다들이 제출한 것이 채택되었다고 말했다. 시나리오 제작에서 대하 드라마와 순정 만화의 영향이 존재했다고 밝혔다.
프로듀서를 맡은 후루사와 미쿠니는 인터뷰에서 작품명이 결정되기 전에 10기 이상의 건담이 등장하기 때문에 "건담즈"라는 명칭도 후보에 올랐다고 말했다. 《기동전사 건담 SEED》의 각본은 다른 시나리오 작가가 제출한 것을 시리즈 구성을 담당한 모로사와 치아키가 재검토하는 방식을 취하고 있어서 해당 화수에 이름이 같이 언급되었다고 한다. 또한 후루사와는 다른 인터뷰에서 캐릭터 디자인, 메카닉 디자인을 대여섯 명의 오디션을 통해 결정했다고 밝혔다.
메카닉 디자인을 담당한 오오카와라 쿠니오는 자신의 저서에서 《기동전사 건담 SEED》 방영 당시에 건담 프라모델이 《건담 시리즈》의 첫 번째 작품인 《기동전사 건담》 이래로 히트를 쳤기 때문에 후속편인 《기동전사 건담 SEED DESTINY》가 제작되었다고 말했다.

## 줄거리
C.E. 70년, 플랜트와 지구연합 간에 발발한 전쟁은 농업용 플랜트인 유니우스 세븐에 핵 미사일이 떨어지면서 격화되었다. 물량에서 앞선 지구연합군의 승리로 끝날 것으로 예상되었던 전쟁은 교착 상태에 빠져 전쟁 발발 11개월이 지나고 있었다.
C.E. 71년, 공학을 전공한 코디네이터 소년 키라 야마토는 중립국 오브의 스페이스 콜로니인 헬리오폴리스에서 평화롭게 살고 있었다. 그러나 헬리오폴리스 내에서 지구연합군의 5기의 신형 모빌 슈트(MS)의 개발과 신형 전함의 건조가 극비리에 행해지고 있었으며, 그러한 정보를 얻은 자프트의 크루제 부대는 독단으로 모빌 슈트 탈취 작전을 개시한다. 평화롭던 일상은 순식간에 바뀌어 헬리오폴리스는 전쟁터로 변해버렸다. 키라는 대피하려고 망설이는 사이에 모빌 슈트 공장에 도착해 지구연합군 병사와 자프트 병사 간의 격렬한 총격전에 맞닥뜨리고 만다. 그리고 그 중에는 어린 시절 가장 친한 친구였던 아스란 자라도 있었다.
뜻밖의 장소에서 키라와 재회한 아스란은 당황하면서도 모빌 슈트(MS) 이지스 건담을 탈취한다. 키라는 마침 옆에 있던 지구연합군의 기술 장교 마류 라미아스의 재촉을 받아, 남겨진 기체인 스트라이크 건담에 탑승해 탈출을 도모한다. 그러나 대기하고 있던 크루제 부대의 모빌 슈트(MS) 진과의 전투에 휘말린다. 처음에는 파일럿이 아닌 마류 라미아스가 아스란의 총격으로 팔을 부상당한 상태에서 스트라이크 건담을 조종하였으나, 서서히 궁지에 몰리게 되자 키라가 조종을 대신해 미완성이었던 기체의 OS를 순식간에 고쳐 쓰는 놀라운 능력을 발휘하며 진을 격파한다.
키라는 탈출했던 친구들과 무사히 재회하지만, 전투는 여전히 계속되고 있었다. 스트라이크 건담은 키라 밖에 조종할 사람이 없어서 마류는 헬리오폴리스에서 탈출하기 위해 키라에게 출격을 요청한다. 키라도 친구들을 지키기 위해 스트라이크 건담에 탑승하고 전쟁에 뛰어들면서 이야기가 이어지게 된다.

## 등장인물
지구연합군 / 아크엔젤
- 키라 야마토 (성우 – 호시 소이치로)
- 마류 라미아스 (성우 – 미츠이시 코토노)
- 무우 라 프라가 (성우 – 코야스 타케히토)
- 나탈 버지룰 (성우 – 쿠와시마 호우코)
- 프레이 알스터 (성우 – 쿠와시마 호우코)
- 사이 아가일 (성우 – 시라토리 테츠)
- 미리아리아 하우 (성우 – 토요구치 메구미)
- 무르타 아즈라엘 (성우 – 히야마 노부유키)

플랜트 / 자프트
- 아스란 자라 (성우 – 이시다 아키라)
- 라우 르 크루제 (성우 – 세키 토시히코)
- 이자크 쥴 (성우 – 세키 토모카즈)
- 디아카 앨스먼 (성우 – 사사누마 아키라)
- 니콜 아말피 (성우 – 마미)
- 라크스 클라인 (성우 – 타나카 리에)
- 앤드류 발트펠트 (성우 – 오키아유 료타로)

오브 연합 수장국
- 카가리 유라 아스하 (성우 – 신도 나오미)

## 등장병기 및 용어
아크엔젤 / 삼척동맹
- 스트라이크 건담
  - 에일 스트라이크 건담
  - 런처 스트라이크 건담
  - 소드 스트라이크 건담

- 스트라이커 팩 시스템
- 아크엔젤
- 뫼비우스 제로
- 스카이 그래스퍼
- 이터널
- 프리덤 건담
- 저스티스 건담
- 미티어

플랜트 / 자프트
- 이지스 건담
- 듀얼 건담
- 버스터 건담
- 블리츠 건담
- 진
- 시구
- 바쿠
- 게이츠
- 프로비던스 건담

오브 연합 수장국
- 스트라이크 루즈
- M1 아스트레이

## 스태프
- 원작 – 야타테 하지메, 토미노 요시유키
- 감독 – 후쿠다 미츠오
- 시리즈 구성 – 모로사와 치아키
- 캐릭터 디자인 – 히라이 히사시
- 메카닉 디자인 – 오오카와라 쿠니오, 야마네 키미토시
- 치프 메카닉 작화감독 – 시케타 사토시
- 디자인 협력 – 이노마타 무츠미, 미야타케 카즈타카 (스튜디오 누에), 아쿠츠 준이치, 타이가 히로유키, 다이니혼기켄
- 미술감독 – 아케다 시게미
- 컬러 코디네이터 – 우타가와 리츠코, 시바타 아키코
- 촬영감독 – 쿠즈야마 타케시
- 편집 – 모리타 신지
- 음악 – 사하시 토시히코
- 음향감독 – 우라카미 야스오, 후지노 사다요시[주 8]
- CGI – 나가타 타케시 (유포테이블), 스튜디오 이프세
- 비디오 편집 – 후지타 테츠로 (큐 테크)
- 온라인 편집 – 우츠노미야 마사키 (모리타 편집실)
- 프로듀서 – 다케다 세이지 (마이니치 방송[주 9]), 후루사와 미쿠니 (선라이즈)
- 제작협력 – ASATSU-DK (제1화만) → ADK (제2화 이후), 소츠 에이전시
- 제작 – 마이니치 방송[주 10], 선라이즈

## 주제가
"~ReTracks"는 모두 보컬 부분은 그대로이며, 곡 부분만 어레인지한 것이다.

### 오프닝 테마
| 곡명            | 사용화                 | 사용화                       | 작사             | 작곡              | 편곡                             | 노래             |
| 곡명            | 오리지널               | HD 리마스터                  | 작사             | 작곡              | 편곡                             | 노래             |
| --------------- | ---------------------- | ---------------------------- | ---------------- | ----------------- | -------------------------------- | ---------------- |
| INVOKE -인보크- | PHASE-01 ~ 13          | 01.PHASE-01 ~ 13.PHASE-13    | 이노우에 아키오  | 아사쿠라 다이스케 | 아사쿠라 다이스케                | T.M.Revolution   |
| moment          | PHASE-14 ~ 26          | 14.PHASE-15+ ~ 24.PHASE-25   | Vivian or Kazuma | 도바시 아키오     | 도바시 아키오                    | Vivian or Kazuma |
| Believe         | PHASE-27 ~ 40          | 25.PHASE-27 ~ 38.PHASE-40    | 니시오 사에코    | 아오이 요시키     | 사이토 신야                      | 타마키 나미      |
| Realize         | PHASE-41 ~ FINAL-PHASE | 39.PHASE-41 ~ 48.FINAL-PHASE | BOUNCEBACK       | 오오타니 야스오   | 아라이 히로아키, 오오타니 야스오 | 타마키 나미      |

### 엔딩 테마
| 곡명                          | 사용화                             | 사용화                                                                        | 작사            | 작곡                 | 편곡            | 노래                            |
| 곡명                          | 오리지널                           | HD 리마스터                                                                   | 작사            | 작곡                 | 편곡            | 노래                            |
| ----------------------------- | ---------------------------------- | ----------------------------------------------------------------------------- | --------------- | -------------------- | --------------- | ------------------------------- |
| 그렇게나 함께였는데           | PHASE-01 ~ 26 허공의 전장          |                                                                               | 이시카와 치아키 | 카지우라 유키        | 카지우라 유키   | See-Saw                         |
| 그렇게나 함께였는데 ~ReTracks |                                    | 01.PHASE-01 ~ 26.PHASE-28                                                     | 이시카와 치아키 | 카지우라 유키        | 카지우라 유키   | See-Saw                         |
| RIVER                         | PHASE-27 ~ 39                      |                                                                               | 이시이 타츠야   | 이시이 타츠야        | 와타나베 젠타로 | 이시이 타츠야                   |
| FIND THE WAY                  | PHASE-40 ~ FINAL-PHASE 명동의 우주 | 44.PHASE-46, 48.FINAL-PHASE                                                   | 나카시마 미카   | Lori Fine (COLDFEET) | 시마 켄         | 나카시마 미카                   |
| 여명의 수레바퀴               | 아득한 새벽                        |                                                                               | 카지우라 유키   | 카지우라 유키        | 카지우라 유키   | FictionJunction featuring YUUKA |
| 여명의 수레바퀴 ~ReTracks     |                                    | 38.PHASE-40                                                                   | 카지우라 유키   | 카지우라 유키        | 카지우라 유키   | FictionJunction featuring YUUKA |
| Distance                      |                                    | 27.PHASE-29 ~ 37.PHASE-39 39.PHASE-41 ~ 43.PHASE-45 45.PHASE-47 ~ 47.PHASE-49 | 카지우라 유키   | 카지우라 유키        | 카지우라 유키   | FictionJunction                 |

### 삽입곡
| 곡명                      | 사용화                                        | 사용화                                | 작사            | 작곡              | 편곡              | 노래                            |
| 곡명                      | 오리지널                                      | HD 리마스터                           | 작사            | 작곡              | 편곡              | 노래                            |
| ------------------------- | --------------------------------------------- | ------------------------------------- | --------------- | ----------------- | ----------------- | ------------------------------- |
| 조용한 밤에               | PHASE-07・08・09・14 AFTER-PHASE, 허공의 전장 |                                       | 카지우라 유키   | 사하시 토시히코   | 사하시 토시히코   | 라크스 클라인 (타나카 리에)     |
| 조용한 밤에 ~ReTracks     |                                               | 07.PHASE-07 ~ 09.PHASE-09 AFTER-PHASE | 카지우라 유키   | 사하시 토시히코   | 사하시 토시히코   | 라크스 클라인 (타나카 리에)     |
| 물의 증거                 | PHASE-36・41 아득한 새벽                      |                                       | 카지우라 유키   | 카지우라 유키     | 카지우라 유키     | 라크스 클라인 (타나카 리에)     |
| 물의 증거 ~ReTracks       |                                               | 34.PHASE-36, 39.PHASE-41              | 카지우라 유키   | 카지우라 유키     | 카지우라 유키     | 라크스 클라인 (타나카 리에)     |
| Meteor -미티어-           | PHASE-26・29・35・47 아득한 새벽              | 33.PHASE-35, 45.PHASE-47              | 이노우에 아키오 | 아사쿠라 다이스케 | 아사쿠라 다이스케 | T.M.Revolution                  |
| 여명의 수레바퀴           | PHASE-24・32・40                              |                                       | 카지우라 유키   | 카지우라 유키     | 카지우라 유키     | FictionJunction featuring YUUKA |
| 여명의 수레바퀴 ~ReTracks |                                               | 23.PHASE-24                           | 카지우라 유키   | 카지우라 유키     | 카지우라 유키     | FictionJunction featuring YUUKA |
| Zips                      | 허공의 전장                                   |                                       | 이노우에 아키오 | 아사쿠라 다이스케 | 아사쿠라 다이스케 | T.M.Revolution                  |
| INVOKE -인보크-           | 명동의 우주                                   |                                       | 이노우에 아키오 | 아사쿠라 다이스케 | 아사쿠라 다이스케 | T.M.Revolution                  |

## 각화 목록
- 화수, 본방송일(일본의 방영일 기준), 서브타이틀은 왼쪽이 오리지널판, 오른쪽이 HD 리마스터판의 것이다.[주 11]

| 화수        | 화수           | 본방송일(일본의 방영일 기준) | 본방송일(일본의 방영일 기준) | 서브타이틀              | 각본                            | 그림 콘티                                      | 연출                                           | 작화 감독                                      | 메카닉 작화 감독                               |
| 오리지널    | HD 리마스터    | 오리지널                     | HD 리마스터                  | 서브타이틀              | 각본                            | 그림 콘티                                      | 연출                                           | 작화 감독                                      | 메카닉 작화 감독                               |
| ----------- | -------------- | ---------------------------- | ---------------------------- | ----------------------- | ------------------------------- | ---------------------------------------------- | ---------------------------------------------- | ---------------------------------------------- | ---------------------------------------------- |
| PHASE-01    | 01.PHASE-01    | 2002년 10월 5일              | 2012년 1월 3일               | 거짓된 평화             | 모로사와 치아키                 | 후쿠다 미츠오                                  | 요시모토 타케시                                | 히라이 히사시                                  | 시게타 사토시                                  |
| PHASE-02    | 02.PHASE-02    | 10월 12일                    | 1월 10일                     | 그 이름은 건담          | 모로사와 치아키                 | 미나미 야스히로                                | 미나미 야스히로                                | 오오누키 켄이치                                | 우에다 요이치                                  |
| PHASE-03    | 03.PHASE-03    | 10월 19일                    | 1월 17일                     | 붕괴의 대지             | 요시노 히로유키                 | 키쿠치 카즈히토                                | 타카다 코이치                                  | 신보 타쿠로 (나카무라 프로덕션)                | 타카세 켄이치 (나카무라 프로덕션)              |
| PHASE-04    | 04.PHASE-04    | 10월 26일                    | 1월 24일                     | 사일런트 런             | 엔도 아키노리                   | 히시카와 나오키                                | 히시카와 나오키                                | 요시다 토오루 모리시타 히로미츠                | -                                              |
| PHASE-05    | 05.PHASE-05    | 11월 2일                     | 1월 31일                     | 페이즈 시프트 다운      | 코구레 쿄코 모로사와 치아키     | 쿠로키 후유                                    | 요시모토 타케시                                | 야마구치 스스무                                | 아베 쿠니히로                                  |
| PHASE-06    | 06.PHASE-06    | 11월 9일                     | 2월 7일                      | 사라지는 건담           | 엔도 아키노리 모로사와 치아키   | 하치스 츠타                                    | 미나미 야스히로                                | 요네야마 코헤이                                | 이케다 유우                                    |
| PHASE-07    | 07.PHASE-07    | 11월 16일                    | 2월 14일                     | 우주의 상처자국         | 요시노 히로유키                 | 야타베 카츠요시                                | 야타베 카츠요시                                | 오오누키 켄이치                                | 우에다 요이치                                  |
| PHASE-08    | 08.PHASE-08    | 11월 23일                    | 2월 21일                     | 적군의 가희             | 모로사와 치아키                 | 키쿠치 카즈히토                                | 사토 테루오                                    | 사쿠마 신이치                                  | 사쿠마 신이치                                  |
| PHASE-09    | 09.PHASE-09    | 11월 30일                    | 2월 28일                     | 사라져가는 빛           | 코구레 쿄코                     | 쿠로키 후유                                    | 미요시 마사토                                  | 요시다 토오루                                  | 모리시타 히로미츠                              |
| PHASE-10    | 10.PHASE-10    | 12월 7일                     | 3월 6일                      | 갈라진 길               | 오모데 아케미 모로사와 치아키   | 미나미 야스히로 후쿠다 미츠오                  | 니시야마 아키히코                              | 요네야마 코헤이                                | 이케다 유우                                    |
| PHASE-11    | 11.PHASE-11    | 12월 14일                    | 3월 13일                     | 눈뜨는 칼날             | 오오노기 히로시                 | 타카다 코이치                                  | 타카다 코이치                                  | 야먀구치 스스무                                | 아베 쿠니히로                                  |
| PHASE-12    | 12.PHASE-12    | 12월 21일                    | 3월 20일                     | 프레이의 선택           | 오모데 아케미 모로사와 치아키   | 히시카와 나오키                                | 토바 아키라                                    | 오오누키 켄이치                                | 오오누키 켄이치                                |
| PHASE-13    | 13.PHASE-13    | 12월 28일                    | 3월 27일                     | 우주에 떨어지는 별      | 요시노 히로유키                 | 키쿠치 카즈히토                                | 사토 테루오                                    | 사쿠마 신이치                                  | 사쿠마 신이치                                  |
| PHASE-14    | -              | 2003년 1월 4일               | -                            | 끝나지 않는 시간 속에서 | 요시노 히로유키 모로사와 치아키 | 야타베 카츠요시                                | 야타베 카츠요시                                | 히라이 히사시                                  | 히라이 히사시                                  |
| PHASE-15    | 14.PHASE-15+   | 1월 11일                     | 4월 3일                      | 각자의 고독             | 모로사와 치아키                 | 야타베 카츠요시                                | 야타베 카츠요시                                | 요네야마 코헤이                                | 이케다 유우                                    |
| PHASE-16    | 15.PHASE-16    | 1월 18일                     | 4월 10일                     | 타오르는 모래 먼지      | 모리타 시게루                   | 쿠로키 후유                                    | 미요시 마사토                                  | 모리시타 히로미츠                              | 요시다 토오루                                  |
| PHASE-17    | 16.PHASE-17    | 1월 25일                     | 4월 17일                     | 카가리 다시 한 번       | 오모데 아케미 모로사와 치아키   | 미나미 야스히로                                | 니시야마 아키히코                              | 오오누키 켄이치                                | 우에다 요이치                                  |
| PHASE-18    | 17.PHASE-18    | 2월 1일                      | 4월 27일                     | 페이백                  | 오오노기 히로시                 | 야마구치 스스무                                | 토바 아키라                                    | 야마구치 스스무                                | 아베 쿠니히로                                  |
| PHASE-19    | 18.PHASE-19    | 2월 8일                      | 5월 1일                      | 숙적의 어금니           | 요시노 히로유키                 | 타카다 코이치                                  | 타카다 코이치                                  | 요네야마 코헤이                                | 이케다 유우                                    |
| PHASE-20    | 19.PHASE-20    | 2월 15일                     | 5월 8일                      | 따스한 날에             | 모로사와 치아키                 | 쿠로키 후유                                    | 세키타 오사무                                  | 사쿠마 신이치                                  | 사쿠마 신이치                                  |
| PHASE-21    | 20.PHASE-21    | 2월 22일                     | 5월 15일                     | 모래 먼지의 끝에        | 모리타 시게루                   | 야마구치 스스무                                | 미요시 마사토                                  | 신보 타쿠로                                    | 타카세 켄이치                                  |
| PHASE-22    | 21.PHASE-22    | 3월 1일                      | 5월 22일                     | 붉게 물드는 바다        | 오오노기 히로시                 | 모리 쿠니히로                                  | 니시야마 아키히코                              | 모리시타 히로미츠                              | 요시다 토오루                                  |
| PHASE-23    | 22.PHASE-23    | 3월 8일                      | 5월 29일                     | 운명의 만남             | 노무라 유이치 모로사와 치아키   | 야타베 카츠요시                                | 야타베 카츠요시                                | 오오누키 켄이치                                | 우에다 요이치                                  |
| PHASE-24    | 23.PHASE-24    | 3월 15일                     | 6월 5일                      | 두 사람만의 전쟁        | 코구레 쿄코 모로사와 치아키     | 오오하시 요시미츠                              | 토바 아키라                                    | 요네야마 코헤이                                | 이케다 유우                                    |
| PHASE-25    | 24.PHASE-25    | 3월 22일                     | 6월 12일                     | 평화의 나라             | 요시노 히로유키                 | 타카다 코이치 후쿠다 미츠오                    | 타카다 코이치                                  | 야마구치 스스무                                | 오오모리 히데토시 나가타 마사미                |
| PHASE-26    | -              | 3월 29일                     | -                            | 모멘트                  | 모리타 시게루 모로사와 치아키   | 편집/구성: 아키히로 야스오 연출: 후쿠다 미츠로 | 편집/구성: 아키히로 야스오 연출: 후쿠다 미츠로 | 편집/구성: 아키히로 야스오 연출: 후쿠다 미츠로 | 편집/구성: 아키히로 야스오 연출: 후쿠다 미츠로 |
| PHASE-27    | 25.PHASE-27    | 4월 12일                     | 6월 19일                     | 끝없는 윤무             | 모리타 시게루 모로사와 치아키   | 야타베 카츠요시                                | 야타베 카츠요시                                | 히라이 히사시                                  | 히라이 히사시                                  |
| PHASE-28    | 26.PHASE-28    | 4월 19일                     | 6월 26일                     | 키라                    | 모로사와 치아키                 | 마츠오 코우                                    | 세키타 오사무                                  | 신보 타쿠로                                    | 타카세 켄이치                                  |
| PHASE-29    | 27.PHASE-29    | 4월 26일                     | 7월 3일                      | 숙명의 쐐기             | 모리타 시게루                   | 야마구치 스스무                                | 미요시 마사토                                  | 모리시타 히로미츠                              | 요시다 토오루                                  |
| PHASE-30    | 28.PHASE-30    | 5월 3일                      | 7월 10일                     | 섬광의 시각             | 노무라 유이치 모로사와 치아키   | 마츠조노 히로시                                | 토바 아키라                                    | 오오누키 켄이치                                | 우에다 요이치                                  |
| PHASE-31    | 29.PHASE-31    | 5월 10일                     | 7월 17일                     | 통곡의 하늘             | 오오노기 히로시 모로사와 치아키 | 마츠오 코우                                    | 니시야마 아키히코                              | 요네야마 코헤이                                | 이케다 유우                                    |
| PHASE-32    | 30.PHASE-32    | 5월 17일                     | 7월 24일                     | 약속의 땅으로           | 코구레 쿄코 모로사와 치아키     | 니시자와 스스무                                | 타카다 코이치                                  | 야마구치 스스무                                | 아베 쿠니히로                                  |
| PHASE-33    | 31.PHASE-33    | 5월 24일                     | 7월 31일                     | 어둠의 태동             | 모리타 시게루 모로사와 치아키   | 히시카와 나오키                                | 세키타 오사무                                  | 신보 타쿠로                                    | 타카세 켄이치                                  |
| PHASE-34    | 32.PHASE-34    | 5월 31일                     | 8월 7일                      | 눈빛이 향하는 곳        | 노무라 유이치 모로사와 치아키   | 마츠오 코우                                    | 이노카와 신타로                                | 모리시타 히로미츠                              | 요시다 토오루                                  |
| PHASE-35    | 33.PHASE-35    | 6월 7일                      | 8월 14일                     | 강림하는 검             | 요시노 히로유키 모로사와 치아키 | 야타베 카츠요시 야마구치 스스무                | 야타베 카츠요시                                | 오오누키 켄이치                                | 우에다 요이치                                  |
| PHASE-36    | 34.PHASE-36    | 6월 14일                     | 8월 21일                     | 정의의 이름 아래正      | 요시노 히로유키 모로사와 치아키 | 요네타니 요시토모                              | 미요시 마사토                                  | 요네야마 코헤이                                | 이케다 유우                                    |
| PHASE-37    | 35.PHASE-37    | 6월 21일                     | 8월 28일                     | 신의 번개               | 오오노기 히로시 모로사와 치아키 | 니시자와 스스무                                | 토바 아키라                                    | 야마구치 스스무                                | 아베 쿠니히로                                  |
| PHASE-38    | 36.PHASE-38    | 6월 28일                     | 9월 4일                      | 결의의 포화             | 요시노 히로유키 모로사와 치아키 | 토쿠시마 히사시 히사유키 히로카즈              | 니시야마 아키히코                              | 신보 타쿠로                                    | 타카세 켄이치                                  |
| PHASE-39    | 37.PHASE-39    | 7월 5일                      | 9월 11일                     | 아스란                  | 노무라 유이치 모로사와 치아키   | 타카다 코이치 마츠조노 히로시                  | 타카다 코이치                                  | 모리시타 히로미츠                              | 요시다 토오루                                  |
| PHASE-40    | 38.PHASE-40    | 7월 12일                     | 9월 18일                     | 새벽의 우주로           | 오오노기 히로시 모로사와 치아키 | 요네타니 요시토모                              | 세키타 오사무                                  | 오오누키 켄이치                                | 우에다 요이치                                  |
| PHASE-41    | 39.PHASE-41    | 7월 19일                     | 9월 25일                     | 흔들리는 세계           | 오오노기 히로시 모로사와 치아키 | 토쿠시마 히사시                                | 야타베 카츠요시                                | 요네야마 코헤이                                | 이케다 유우                                    |
| PHASE-42    | 40.PHASE-42    | 7월 26일                     | 10월 2일                     | 라크스 출격             | 요시노 히로유키 모로사와 치아키 | 니시자와 스스무                                | 이노카와 신타로                                | 야마구치 스스무                                | 아베 쿠니히로                                  |
| PHASE-43    | 41.PHASE-43    | 8월 2일                      | 10월 9일                     | 가로막는 자             | 모리타 시게루 모로사와 치아키   | 마츠오 코우 히사유키 히로카즈                  | 미요시 마사토                                  | 신보 타쿠로                                    | 타카세 켄이치                                  |
| PHASE-44    | 42.PHASE-44    | 8월 9일                      | 10월 16일                    | 나선의 해후             | 요시노 히로유키 모로사와 치아키 | 토쿠시마 히사시                                | 토바 아키라                                    | 모리시타 히로미츠                              | 요시다 토오루                                  |
| PHASE-45    | 43.PHASE-45    | 8월 16일                     | 10월 23일                    | 열리는 문               | 모로사와 치아키                 | 니시자와 스스무                                | 니시야마 아키히코                              | 오오누키 켄이치                                | 우에다 요이치                                  |
| PHASE-46    | 44.PHASE-46    | 8월 30일                     | 10월 30일                    | 영혼의 장소             | 모로사와 치아키                 | 히사유키 히로카즈 토쿠시마 히사시              | 타카다 코이치                                  | 요네야마 코헤이                                | 이케다 유우                                    |
| PHASE-47    | 45.PHASE-47    | 9월 6일                      | 11월 6일                     | 악몽은 다시 한 번       | 요시노 히로유키 모로사와 치아키 | 토쿠시마 히사시                                | 세키타 오사무                                  | 사쿠마 신이치                                  | 사쿠마 신이치                                  |
| PHASE-48    | 46.PHASE-48    | 9월 13일                     | 11월 13일                    | 분노의 날               | 요시노 히로유키 모로사와 치아키 | 토쿠시마 히사시 야타베 카츠요시                | 야타베 카츠요시                                | 야마구치 스스무                                | 아베 쿠니히로                                  |
| PHASE-49    | 47.PHASE-49    | 9월 20일                     | 11월 20일                    | 종말의 빛               | 요시노 히로유키 모로사와 치아키 | 니시자와 스스무                                | 토바 아키라                                    | 신보 타쿠로                                    | 타카세 켄이치                                  |
| FINAL-PHASE | 48.FINAL-PHASE | 9월 27일                     | 11월 27일                    | 끝나지 않는 내일로      | 모로사와 치아키                 | 요네타니 요시토모 후쿠다 미츠오                | 미요시 마사토                                  | 오오누키 켄이치 모리시타 히로미츠              | 우에다 요이치 요시다 토오루                    |
| AFTER-PHASE | AFTER-PHASE    | 미방영                       | 미방영                       | 별의 사이에서           | -                               | 후쿠다 미츠오                                  | 타카다 마사히로                                | 히라이 히사시                                  | -                                              |

## 방송국
《기동전사 건담 SEED》의 시청률은 최저 4.6%, 평균 6.2%를 기록해 헤이세이 이후의 건담 시리즈에서는 최고의 시청률을 기록했다. 《기동전사 건담 SEED》이후에 마이니치 방송 제작 토요일 저녁 6시 애니메이션(통칭 토6)은 애니메이션 방송 시간으로 정착되어 이후에도 《강철의 연금술사》 및 《기동전사 건담 SEED DESTINY》 등의 히트작을 배출하게 된다. 최고 시청률은 2002년 12월 28일 방영된 〈PHASE-13 우주에 떨어지는 별〉의 8%로 이는 건담 시리즈 역대 5위에 해당하는 시청률이다.
| 방송 지역            | 방송국            | 방송 일시            | 방송 계열 | 비고      |
| -------------------- | ----------------- | -------------------- | --------- | --------- |
| 긴키 지방            | 마이니치 방송     | 토요일 18:00 ~ 18:30 | TBS 계열  | 제작국    |
| 홋카이도             | 홋카이도 방송     | 토요일 18:00 ~ 18:30 | TBS 계열  | [ 주 17 ] |
| 이와테현             | IBC 이와테 방송   | 토요일 18:00 ~ 18:30 | TBS 계열  |           |
| 미야기현             | 도호쿠 방송       | 토요일 18:00 ~ 18:30 | TBS 계열  |           |
| 야마가타현           | TV-U 야마가타     | 토요일 18:00 ~ 18:30 | TBS 계열  |           |
| 후쿠시마현           | TV-U 후쿠시마     | 토요일 18:00 ~ 18:30 | TBS 계열  |           |
| 간토 지방            | 도쿄 방송         | 토요일 18:00 ~ 18:30 | TBS 계열  |           |
| 야마나시현           | TV 야마나시       | 토요일 18:00 ~ 18:30 | TBS 계열  |           |
| 니가타현             | 니가타 방송       | 토요일 18:00 ~ 18:30 | TBS 계열  |           |
| 도야마현             | 튤립 TV           | 토요일 18:00 ~ 18:30 | TBS 계열  |           |
| 돗토리현・시마네현   | 산인 방송         | 토요일 18:00 ~ 18:30 | TBS 계열  |           |
| 야마구치현           | TV 야마구치       | 토요일 18:00 ~ 18:30 | TBS 계열  |           |
| 에히메현             | 아이 TV           | 토요일 18:00 ~ 18:30 | TBS 계열  |           |
| 고치현               | TV 고치           | 토요일 18:00 ~ 18:30 | TBS 계열  |           |
| 후쿠오카현           | RKB 마이니치 방송 | 토요일 18:00 ~ 18:30 | TBS 계열  |           |
| 나가사키현           | 나가사키 방송     | 토요일 18:00 ~ 18:30 | TBS 계열  |           |
| 구마모토현           | 구마모토 방송     | 토요일 18:00 ~ 18:30 | TBS 계열  |           |
| 오이타현             | 오이타 방송       | 토요일 18:00 ~ 18:30 | TBS 계열  |           |
| 미야자키현           | 미야자키 방송     | 토요일 18:00 ~ 18:30 | TBS 계열  |           |
| 오키나와현           | 류큐 방송         | 토요일 18:00 ~ 18:30 | TBS 계열  |           |
| 도카이 3현           | CBC 텔레비전      | 토요일 17:00 ~ 17:30 | TBS 계열  | [ 주 18 ] |
| 아오모리현           | 아오모리 TV       | 토요일 17:30 ~ 18:00 | TBS 계열  |           |
| 나가노현             | 신에쓰 방송       | 토요일 17:30 ~ 18:00 | TBS 계열  |           |
| 이시카와현           | 호쿠리쿠 방송     | 토요일 17:30 ~ 18:00 | TBS 계열  |           |
| 시즈오카현           | 시즈오카 방송     | 토요일 17:30 ~ 18:00 | TBS 계열  |           |
| 오카야마현・가가와현 | RSK TV            | 토요일 17:30 ~ 18:00 | TBS 계열  |           |
| 히로시마현           | 주고쿠 방송       | 토요일 17:30 ~ 18:00 | TBS 계열  |           |
| 가고시마현           | 미나미니혼 방송   | 토요일 17:30 ~ 18:00 | TBS 계열  |           |

### HD 리마스터 송신 사이트 및 방송국
아래와 같이 애니맥스 등의 유료 방송국에서도 방송 소스는 HD 리마스터판을 사용한다.
| 방송 지역 | 방송국                                              | 방송 기간                           | 방송 일시            | 방송 계열             | 비고                    |
| --------- | --------------------------------------------------- | ----------------------------------- | -------------------- | --------------------- | ----------------------- |
| 일본전역  | 기동전사 건담 SEED HD 리마스터 프로젝트 공식 사이트 | 2011년 12월 23일 ~ 2012년 11월 23일 | 금요일 23:00 갱신    | 인터넷 TV             | 반다이 채널의 링크 형식 |
| 일본전역  | 반다이 남코 라이브 TV                               | 2011년 12월 23일 ~ 2012년 11월 23일 | 금요일 23:00 갱신    | 인터넷 TV             |                         |
| 일본전역  | BS11                                                | 2012년 1월 1일 ~ 11월 25일          | 일요일 19:30 ~ 20:00 | BS 방송               | 아니메+                 |
| 도쿄도    | TOKYO MX                                            | 2012년 1월 3일 ~ 11월 27일          | 화요일 22:29 ~ 22:59 | 전국 독립 방송 협의회 |                         |

## 스페셜 에디션 3부작
TV 시리즈 전 50화를 재구성하여 일부 신작 컷을 추가한 특별 총집편이다. 제1화~제21화까지를 그린 〈허공의 전장〉, 제22화~제40화까지의 〈아득한 새벽〉, 제41화~최종화까지의 〈명동의 우주〉의 3부작으로 구성되어 있다.
화면 비율은 4:3 비율인 채로 16:9 와이드가 되도록 원화의 아래, 윗 부분을 잘라 4:3 레터 박스(케이스 1)에서 새로 촬영했다. 몇 명의 성우가 여러 가지 사정(해외 거주 등)으로 변경되어 서브 캐릭터의 겸임 등에서 1인 2역 이상을 담당하는 캐스팅도 늘어나, 그 후의 관련 게임 작품에서 스페셜 에디션 3부작판의 멤버로 애프터 레코딩 되는 경우가 더 많으며, 후속편인 《기동전사 건담 SEED DESTINY》의 회상 장면에서도 일부가 사용되었다.
스토리는 대폭 단축되어서 일부는 오리지널과는 전혀 다른 장면의 신규 컷으로 대체되기도 하고, 존재 자체가 생략된 경우도 있다. 예를 들어 헬리오폴리스의 구명 포트에서 나온 프레이 알스터가 키라 야마토가 아니라 사이 아가일과 포옹하는 장면, 모라심 부대가 등장하지 않으며, 클로토 브엘의 레이더 건담이 디아카 앨스먼의 버스터 건담에게 격추되는 장면 등이 있다.
〈허공의 전장〉, 〈아득한 새벽〉 2편은 DVD판 발매에 앞서 이틀에 걸쳐 전편, 후편을 나눠서 지상파로 방송되었지만, 〈명동의 우주〉는 DVD판만 발매했을 뿐 TV 방송은 하지 않았다.
후속편인 《기동전사 건담 SEED DESTINY》나 리메이크판인 《기동전사 건담 SEED HD 리마스터》에서도 일부 컷이 사용되었다. 《기동전사 건담 SEED DESTINY》에서는 4:3 화면비에 맞추어 16:9 부분의 원화의 좌우를, 《기동전사 건담 SEED HD 리마스터》에서는 16:9 부분만을 크로핑한 상태이다.
2019년 10월 25일에 《기동전사 건담》 40주년 프로젝트 "건담 영상 신체험투어"에서 〈스페셜 에디션 허공의 전장 HD 리마스터〉를 대형 스크린 규격으로 극장 상영하였고, 2020년 2월 7일에 〈스페셜 에디션 II 아득한 새벽 HD 리마스터〉를 상영하였다.
- 〈기동전사 건담 SEED -허공의 전장-〉[주 20], MBS・TBS 계열, 2004년 3월 22일 ~ 2004년 3월 23일 방송
  - 〈기동전사 건담 SEED 스페셜 에디션 하공의 전장〉 DVD & UMD, 반다이 비주얼, 2004년 8월 27일 & 2009년 4월 24일 발매
- 〈기동전사 건담 SEED -아득한 새벽-〉[주 20], MBS・TBS 계열, 2004년 7월 27일 ~ 2004년 7월 28일 방송
  - 〈기동전사 건담 SEED 스페셜 에디션 II 아득한 새벽〉 DVD & UMD, 반다이 비주얼, 2004년 9월 24일 & 2009년 4월 24일 발매
- 〈기동전사 건담 SEED 스페셜 에디션 완결편 명동의 우주〉[주 20] DVD & UMD, 반다이 비주얼, 2004년 10월 22일 & 2009년 4월 24일 발매
- 〈G-SELECTION 기동전사 건담 SEED/SEED DESTINY 스페셜 에디션 DVD-BOX〉 DVD, 반다이 비주얼, 2011년 2월 25일 발매

## HD 리마스터 프로젝트
HD 리마스터 프로젝트는 2002년 10월 5일 《기동전사 건담 SEED》 첫 방송일로부터 10주년을 맞이한 2011년 10월에 발표되어 시작되었고, 후속편인 《기동전사 건담 SEED DESTINY》를 포함한 리마스터링을 중심으로 하는 리바이벌 기획의 총칭이다.
《기동전사 건담 SEED HD 리마스터》가 정식 타이틀이며, TV 시리즈와는 별개의 작품으로 취급되고 있다. 또한 제작 크레디트는 "선라이즈"뿐이고, 저작권 표시는 "©창통·선라이즈", "©2002, 2011 SUNRISE INC."로 되어 있다.
표준 화질 영상(SD, Standard-Definition)의 재촬영 또는 업컨버트와 같은 본래의 HD 리마스터와는 달리, 가로세로비를 4:3 노멀 사이즈의 원화에서 상하 부분을 자른 16:9 와이드 사이즈로의 고선명(High Definition)화와 리니어 PCM 음원화 등을 실시하여 새롭게 촬영하고, 일부 음악의 리믹스판 채택이나 후반의 엔딩 테마곡의 교체, 신작 컷으로의 교체·부분적 가필, 각 이펙트·배경 등의 처리 변경, TV·VHS·DVD판(이하 오리지널) 및 스페셜 에디션 3부작, 그리고 《기동전사 건담 SEED DESTINY》와의 셀화의 통합·재편집 등 대폭적인 변경이 이루어졌다. 오리지널의 제14화, 제26화는 방영되지 않았으며 "01.PHASE-01 거짓된 평화", "14.PHASE-15+ 각자의 고독", "15.PHASE-16 타오르는 모래 먼지", "24.PHASE-25 평화의 나라로", "25.PHASE-27 끝없는 윤무", "48.FINAL-PHASE 끝나지 않는 내일로" 등의 화수 표기가 개정되었으며, 제24화(오리지널은 제25화)를 "평화의 나라"에서 "평화의 나라로"로 제목을 바꾼 총48화의 구성이 되었다.。
스토리 구성은 오리지널을 따르고 있지만 "14.PHASE-15+ 각자의 고독"에서 제1화, 제2화를 회상하고 있는 장면에서는 스페셜 에디션 〈허공의 전장〉에서 콜드 오픈(러스티의 출격 장면)이나 뫼비우스 제로와 시구의 교전 장면(리니어 건을 베지 않고 끝나는 묘사)을, "38.PHASE-40 새벽의 우주로"의 엔딩 영상에는 스페셜 에디션 제2부 〈아득한 새벽〉의 것을 사용했다. 또한 "36.PHASE-38 결의의 포화"에서 무우 라 프라가가 탑승한 스트라이크 건담이 전편 신규 컷으로 멀티플 어설트 스트라이커를 장비한 퍼펙트 스트라이크 건담으로 수정되었고, "39.PHASE-41 흔들리는 세계"에서 시호 하덴프스가 카펜테리아 기지에서 크루제 부대와의 담화 장면이 신규 컷으로 추가되어 시호 하덴프스의 첫 등장 시기가 변경되었다.
한편 후속편인 《기동전사 건담 SEED DESTINY》와의 연결을 의식한 복선도 추가되어, "36.PHASE-38 결의의 포화"에서는 《기동전사 건담 SEED DESTINY》 제1화의 콜드 오픈 항으로 달리는 신 아스카와 그 가족들의 신규 컷이 삽입되었고, "39.PHASE-41 흔들리는 세계"에서는 패트릭 자라의 연설 중계 장면에 아카데미 입학 직후로 여겨지는 신 아스카, 루나마리아 호크와 메이린 호크 자매, 레이 자 바렐이 한 자리에 모여 있는 신규 컷이 추가되었다. 세세한 곳에서는 오브 해방 작전에서의 대공포나 보급함의 컷이나, 프리덤 건담의 크시피어스 레일포의 사격 장면이 추가·교체 등으로 변경되었다.
2011년 12월 23일부터 공식 웹 사이트(반다이 채널), 반다이 남코 라이브 TV 등의 인터넷 동영상으로 선행 전달되었으며, 2012년 1월 1일에 BS11로 위성방송, 2012년 1월 3일에 TOKYO MX로 지상파 방송이 시작되었으며, 최종화 방송 후에는 "HD 리마스터 셀렉션"이라는 제목으로 시청자 인기 투표 등에서 상위를 차지한 에피소드를 재방송했다.
상업 전개로는 반다이의 건담 프라모델 1/144 스케일 HG SEED 시리즈의 리뉴얼 발매, 빅터 엔터테인먼트에서 발매한 주제가, 삽입곡들을 리메이크 한 "Reunion Series"의 CD·다운로드 판매, 코믹컬라이즈 판의 연재 등이 행해졌다.
스태프도 "리마스터 스태프"로 엔딩 크레딧에 별도로 기재되어 있으며, "HD 리마스터링" 등 오리지널에서는 존재하지 않았던 직책도 있다.
HD 리마스터판의 전개 이후 현재는 CS 방송이나 인터넷의 동영상 전송 사이트에서도 HD 리마스터를 송출하고 있어서 오리지널 TV 방송판의 시청 수단이 줄어들었다.

### 리마스터판 영상 제품
리마스터판 영상은 Blu-ray BOX 시리즈 전4권으로 발매되었다.
오리지널 방송판과의 차이점으로는 제1기 오프닝이 PHASE-03부터 새로 그려진 후기 버전으로 통일되었고, 감독인 후쿠다 미츠오와 주요 캐릭터의 성우진들의 오디오 코멘터리, "AFTER-PHASE 별의 사이에서"의 수록 등이 있다. DVD판에 비해 염가적인 요소는 없고, 신작 애니메이션 4쿨과 거의 다르지 않는 최대한의 가격이었다.

## 극장판
2006년에 발표된 이후로 제작 소식이 없었지만, 2021년에 《기동전사 건담 SEED》 방송 20주년을 기념한 새로운 프로젝트 "건담 SEED 프로젝트 ignited"의 핵심 기획으로 다시 극장판 제작이 공지되었다.

## 관련 작품

### 게임
원더스완 컬러
- 기동전사 건담 SEED

플레이스테이션 2
- 기동전사 건담 SEED
- 기동전사 건담 SEED 끝나지 않는 내일로
- 기동전사 건담 SEED 연합 vs. 자프트
- 기동전사 건담 SEED DESTINY 연합 vs. 자프트 II

게임보이 어드밴스
- 기동전사 건담 SEED 친구와 너와 전장에서

플레이스테이션 포터블
- 기동전사 건담 SEED 연합 vs. 자프트

아케이드 게임
- 기동전사 건담 SEED 연합 vs. 자프트

플레이스테이션 비타
- 기동전사 건담 SEED BATTLE DESTINY

#### 크로스오버 작품
플레이스테이션 2
- 제3차 슈퍼로봇대전 알파 종언의 은하로
- 어나더 센추리즈 에피소드 3 더 파이널
- 선라이즈 월드 워 프롬 선라이즈 영웅담
- SD건담 G제네레이션 NEO
- SD건담 G제네레이션 SEED
- SD건담 G제네레이션 WARS

플레이스테이션 3
- 기동전사 건담 익스트림 버서스
- 슈퍼 히어로 제네레이션

플레이스테이션 4
- SD건담 G제네레이션 CROSSRAYS

닌텐도 게임큐브
- SD건담 가샤폰 워즈

Wii
- SD건담 G제네레이션 WARS
- SD건담 G제네레이션 WORLD
- SD건담 가샤폰 워즈

스완 크리스탈
- SD건담 G제네레이션 모노아이 건담즈

게임보이 어드밴스
- SD건담 G제네레이션 ADVANCE
- 건담 더 배틀 마스터
- 슈퍼로봇대전 J

닌텐도 DS
- 슈퍼로봇대전 W
- 슈퍼로봇대전 K
- 슈퍼로봇대전 L
- SD건담 G제네레이션 DS
- SD건담 G제네레이션 CROSS DRIVE

닌텐도 3DS
- SD건담 G제네레이션 3D

플레이스테이션 포터블
- 기동전사 건담 건담 VS. 건담
- 기동전사 건담 건담 VS. 건담 NEXT PLUS
- 건담 어설트 서바이브
- SD건담 G제네레이션 PORTABLE
- SD건담 G제네레이션 WORLD
- 그레이트 배틀 풀블래스트
- SD건담 G제네레이션 OVER WORLD

아케이드
- 기동전사 건담 건담 VS. 건담
- 기동전사 건담 건담 VS. 건담 NEXT
- 기동전사 건담 익스트림 버서스
- 기동전사 건담 익스트림 버서스 풀 부스트
- 건담 트라이 에이지

### 음악
노래방
2007년 10월 1일 노래방 기기 메이커인 다이이치고쇼가 DAM 스테이션에서 《기동전사 건담 SEED》, 《기동전사 건담 SEED DESTINY》의 캐릭터가 음성으로 가창을 판정하는 "가창전사 건담 SEED SCORE"를 발매하였다. 반다이 계열 외에서의 오리지널 컨텐츠로는 드물게 주목을 끌었다.
주제가 모음집
- 기동전사 건담 SEED COMPLETE BEST

### 소설 및 만화
- 소설판 - 카도카와 스니커 문고에서 간행. 저자는 고토 리우. 커버 일러스트는 오오누키 켄이치, 책갈피 및 본문의 일러스트는 오가사와라 토모후미가 담당햐었다. 전5권.
- 만화판 - 월간 매거진 Z에서 연재, 작화는 이와세 마사츠구가 담당하였다.
- SEED Club 4컷 - 월간 뉴타입에서 연재, 작화는 As'마리아가 담당하였다.
- 기동전사 건담 SEED ASTRAY - 기동전사 건담 SEED ASTRAY 시리즈를 참조.
- 기동전사 건담 SEED C.E.71 마음의 상처 - 월간 건담 에이스 2012년 2월호에 게재, 작화는 이시구치 쥬가 담당하였다.
- 기동전사 건담 SEED Re: - 월간 건담 에이스에서 연재, 작화는 이시구치 쥬가 담당하였으며, 애니메이션 본편 시리즈 구성 및 각본을 담당한 모로사와 치아키가 협력하였다.

## 광고
《기동전사 건담 SEED》의 본방송 당시에는 엔딩 후에 여배우 우에토 아야가 출현한 건담 프라모델 광고가 방송되었다. 이 방송 광고들을 모은 영상인 《우에토 아야 in 건담 프라모델 CM》이 지상 통판으로 발매되었다.

## 비고
일부 장면에 성적이고 잔학한 묘사가 있어 베드신으로 추정되는 장면에 대해 일본 방송윤리·프로그램 향상 기구(BPO)로부터 답변을 요구받았던 적이 한 번 있다.

## 주해
1. ↑  이 DVD 판매 관련 실적이 매우 좋아서, 제작의 지체로 하차가 고려되었던 후쿠다 미츠오 감독의 경질안이 백지화되었다고 프로듀서인 후루사와 미쿠니가 밝혔다.
2. ↑  공개 미디어별로 최우수상을 결정한 년도(2003년, 2014년)를 제외하면 TV 애니메이션으로는 유일한 수상이다.
3. ↑  자프트의 우주전함이었으나, 클라인파에게 탈취당했다.
4. ↑  자프트의 모빌 슈트였으나, 라크스 클라인의 도움으로 키라 야마토에게 탈취당했다.
5. ↑  아스란 자라의 모빌 슈트였으나, 아스란 자라가 삼척동맹 측에 가담하게 되면서 삼척동맹의 전력이 되었다.
6. ↑  자프트의 모빌 슈트용 암드 모듈이었으나, 이터널이 탈취당할 때 함께 클라인파에게 넘어가 버린다.
7. 1 2 3 4  지구연합군의 모빌 슈트였으나, 자프트에게 탈취당했다.
8. ↑  HD 리마스터만.
9. ↑  HD 리마스터에서는 "MBS"로 표기됨.
10. ↑  HD 리마스터에서는 표시되지 않음.
11. 1 2  공식 웹사이트의 정보 "기동전사 건담 SEED HD 리마스터 각화 목록"에서는 "앞에 0을 표기하지 않는 아라비아 숫자와 반 내지 전각 스페이스"(예: 1 PHASE-01, 10 PHASE-10, 48 PHASE-50 등), 같은 사이트의 Blu-ray BOX 정보나 반다이 채널의 "각화 줄거리" 등에서는 "앞에 0을 표기하는 아라비아 숫자와 반각의 마침표+일부 영어"(예: 01.PHASE-01, 48.FINAL-PHASE 등)의 문체로 표기되어 있다. 또한 본편 내에서 화수 표기는 폐지되고, 단순히 서브 타이틀만 표기된다.
12. ↑  TOKYO MX의 것.
13. 1 2  HD 리마스터에서는 방송되지 않음.
14. ↑  HD 리마스터에서는 "평화의 나라로".
15. 1 2  반다이 채널 등의 인터넷 무료 라이브 전달의 최종화(2012년 11월 23일 분)와 Blu-ray BOX 최종권에 수록된 편집판. 이자크 쥴의 복장이 플랜트 문관 의원의 것에서 자프트의 지휘관급(《기동전사 건담 SEED DESTINY》의 흰색 제복)으로 바뀌는 등의 변경 사항이 있다.
16. ↑  DVD 제13권 영상 특전 OVA.[19]
17. ↑  본 시간에 방송되던 《제멋대로 대백과》가 지연넷으로 격하되고 나서 9년 반만에 동시에 넷 복귀가 된다.
18. ↑  자사 제작의 《천재 퀴즈》를 방송하는 관계로 다른 지연 인터넷 방송보다 30분 빠른 17:00~17:30에 방송되었다. 이러한 패턴은 《요리천국》을 방송할 때부터 계속되고 있다.
19. ↑  유료의 "월정액 1,000엔 무제한" 서비스 가입자에 한해 정오 12:00~12:30 사이에 선행해서 시청할 수 있었다.
20. 1 2 3  극중에 타이틀 로고로 표기되었다. 완결편도 극중에서는 〈기동전사 건담 SEED -명동의 우주-〉로 표기되어 있다.
21. ↑  2021년 시점에서는 TV 아이치, 치바 TV에서의 방송된 적이 있다.
22. ↑  슈퍼로봇대전 시리즈 데뷔 작품.
23. ↑  기체는 스트라이크 건담과 이지스 건담만 해당.
24. ↑  스트라이크 건담과 이지스 건담만 등장.
25. ↑  같은 기종의 《기동전사 건담 SEED》도 발매가 예정되어 있었으나 후에 발매가 중지되었다. E3 2004에 영상이 출품되었다.
26. 1 2  기체만 등장.

## 참고 문헌
- 《기동전사 건담 SEED 코즈믹 이라 메카닉&월드》. 후타바샤. 2012년 11월 28일. 263–269쪽. ISBN 978-4-575-46469-6.

## 같이 보기
- 기동전사 건담 SEED DESTINY
- TBS 계열 애니메이션 목록